# Lipton Championships 1996
Lipton Championships 1996 — тенісний турнір, що проходив на відкритих кортах з твердим покриттям. Це був 12-й турнір Мастерс Маямі. Належав до серії Mercedes Super 9 в рамках Туру ATP 1996, а також до серії Tier I в рамках Туру WTA 1996. І чоловічий і жіночий турніри відбулись у Tennis Center at Crandon Park у Кі-Біскейн (США) з 22 до 31 березня 1996 року.

## Фінальна частина

### Одиночний розряд, чоловіки
Андре Агассі —  Горан Іванишевич 3–0 (Ivanišević знялася)
- Для Агассі це був 1-й титул за рік і 33-й - за кар'єру. Це була його третя перемога на цьому турнірі після 1990 і 1995 років.

### Одиночний розряд, жінки
Штеффі Граф —  Чанда Рубін 6–1, 6–3
- Для Граф це був 2-й титул за сезон і 109-й — за кар'єру. Це була її п'ята перемога на цьому турнірі після 1987, 1988, 1994 і 1995 років.

### Парний розряд, чоловіки
Тодд Вудбрідж /  Марк Вудфорд —  Елліс Феррейра /  Патрік Гелбрайт 6–1, 6–3
- Для Вудбріджа це був 4-й титул за сезон і 44-й - за кар'єру. Для Вудфорда це був 5-й титул за сезон і 48-й - за кар'єру.

### Парний розряд, жінки
Яна Новотна /  Аранча Санчес Вікаріо —  Мередіт Макґрат /  Лариса Нейланд 6–4, 6–4
- Для Новотної це був 2-й титул за сезон і 68-й — за кар'єру. Для Санчес Вікаріо це був 2-й титул за сезон і 64-й — за кар'єру.